# ای‌ال‌اس – ایرکرافت لیزینگ سرویسز
ای‌ال‌اس – ایرکرافت لیزینگ سرویسز (به انگلیسی: ALS – Aircraft Leasing Services) یک شرکت هواپیمایی با کد یاتا K4 است. دفتر مرکزی ای‌ال‌اس – ایرکرافت لیزینگ سرویسز در نایروبی، کنیا واقع شده‌است و قطب این شرکت هواپیمایی در فرودگاه ویلسون قرار دارد.